# GO!GO! GyaO
『GO!GO! GyaO』（午後ギャオ、ごごギャオ）とは、株式会社USENの動画配信サービス『GyaO』で2006年11月11日 - 2007年3月3日に配信されていたインターネットテレビ番組。

## 概要
ニュース&ビジネス枠にあるものの、内容はほぼバラエティ。公式ブログのコメント欄に書き込まれる視聴者のコメントと連動しながら番組が進行する。
報道された内容は事実に基づいた取材が行われており、ビルゲイツなどIT界の功労者についても容赦のない批判が展開された。
オフィシャルブログに投稿されたコメントからMVPを獲ると番組オリジナルTシャツがもらえる。当選者は街頭で証拠写真を撮る義務を負う。2月10日放送回からはMVPを獲得すると午後ギャオOPソングの着メロがもらえる。
2007年2月3日には、SP版として『夜ギャオ』を放送した。

## 出演者
- 岡田斗司夫
- 古瀬絵理（フリーアナウンサー）
- 小出由華
- 小林恵美 - 小出が休みの時のみ出演する準レギュラー
- 夜咲蘭 - 『探偵 蘭 ファイル』のコーナーのみ
- 藤田志穂 - 『ちょっとギャル休み』のコーナーのみ
- 米山公啓 - VTR出演のみ

VTRナレーション
- 塩山由佳[1]
- 藤本たかひろ[2]

## 放送時間
- 毎週土曜日 15:00 - 16:00ではあったが、コーナー消化を優先して放送時間が延長されるため、一度も時間内に終わったことはなかった。
- 最終回は放送時間が30分延長され、番組開始以来はじめて時間内に放送予定分を終了した。

## コーナー
ブロッ検（ブログ検索キーワード）
放送週の世間のブログから話題になったキーワードを取り上げるコーナー。NAMAANの注目キーワードからキーワードが5個くらい今週の注目キーワードが選ばれる。小田切まいのような2ちゃんねるネタや巨乳ネタ、さらに植草事件などテーマは幅広い。夜咲蘭が2ちゃんねる開設者・西村博之宅に突撃したこともある。
ネゼミ（ネットゼミナール）
中国ネット事情、ウィキペディア、ウィンドウズVSマック、ウイルス対策、SNSなどPC関係の話題を歴史とともに勉強するコーナー。このコーナーでは全員が額にはちまきを締める。
世界のサイトから
世界の面白サイトを紹介するコーナー。
探偵蘭ファイル
夜咲蘭がレポーターを務めるコーナー。当時夜咲が『探偵ファイル』に所属していたため、このタイトルになった。2007年2月3日の『夜ギャオ』では、同じく探偵ファイル所属の桜井えりすも出演し『美少女探偵えりすファイル』のコーナーが放送された。
コバエミの突撃!社長の晩御飯
小林恵美がIT社長にゴチになるという本人いわく「ビミョー」なコーナー。最後には小林の事務所の社長である野田義治が登場した。

## エピソード
- 制作費が安いことを番組の売りとしていた。
- 小出由華の実家の芋ようかん屋『立石 舟和』がたびたび宣伝される。
- PlayStation 2に鉄アレイをつけた、PlayStation 3疑似体験機がYahoo! Japanのオークションで出品された事がある。
- 最終回では、ブログ投稿者の要望に答えると称し番組打ち上げの様子を放送。又その中のコーナーでアニメ化された『ゆーかん』『オタプリン』『スイちゃん』というキャラも登場した。
- 3月3日放送回では放送の歴史を覆す非常識的な内容（打ち上げ大会）[要追加記述]で最終回を迎え、視聴者から大きな反響を呼んだ[要出典]。同番組は比較的に視聴時間は高い数字をマークしていたが、制作費不足などの影響で約4ヶ月という短い放送期間で終わった[要出典]。

## ブログでの出来事
- 3月3日の公式ブログで最終日ということもあってか上記携帯用午後ギャオOPテーマソングが誰でもダウンロードできるようにQRコードが公表された。
- 3月3日の公式ブログはアクセス数が多数あり、livedoorのサーバーが一時パンク状態になり、約30分後正常復帰するという状態になった（ただしスタイルシートは壊れたままであった。）[要出典]。また翌3月4日の23:20時点でコメント投稿数が2144件であった。
- 最終回にはGO!GO!GyaOのブログ書き込み数ランキングを発表。ちなみに1位に輝いた人物は『トーマス』で、黄金に輝く午後Tシャツが送られた。

## スタッフ
- 菅井プロデューサー
- マサオ
- 制作の武井
- いつものAD（チリポップ）
- 安藤姉さん（仮名）
- マリオ
- 元編成局長
- ニットを羽織り髪を掻き揚げていた業界人
- 石井ちゃん